# NANA (만화)
《NANA》는 야자와 아이의 순정만화이다. 원작을 바탕으로 한 영화, 애니메이션 등으로 제작되었다. 제48회 (2002년) 쇼가쿠칸 만화상 수상작. 원작 만화는 현재 "Cookie"(슈에이샤)에서 연재 중이다.

## 개요
대한민국에서는 학산문화사에서 박세라가 번역하여 "NANA -나나- 1"이라는 제목으로 2001년 2월 28일에 1권을 발행한 이후 21권까지 단행본이 나왔다. 그리고 저자의 사정으로 완결되지 않은 채 지금까지 휴재 중이며 언제 재연재를 할지는 미지수다. 텔레비전 시리즈 애니메이션은 만화책 번역본 출판사인 학산문화사의 모기업인 대원미디어에서 수입하여 계열사인 대원방송에 공급하였고, 대원방송이 프로그램 공급을 맡는 챔프와 애니박스 등에서 한국어 더빙으로 방영되었다. 실사화된 영화는 대원미디어의 계열사인 대원디지털 엔터테인먼트에서 수입하여, 2006년 3월 30일에 극장 개봉하였다.

## 만화
1999년에 일본 만화잡지 "Cookie"에서 연재되었고, 2000년에 만화 잡지 쥬티의 창간과 함께 첫 연재를 시작하였다. 그러나 2002년 잡지의 휴간으로 현재는 쥬티코믹스를 통해 발행되고 있다. 주요 내용은 이름이 같은 '나나'라는 두 소녀의 이야기를 다루고 있다.

## 애니메이션

### 더빙
- 오사키 나나 — 박로미 / 서혜정
- 고마츠 나나 — KAORI / 정미숙
- 혼죠 렌 — 키우치 히데노부 / 표영재
- 타카기 야스시 — 카와하라 요시히사 / 구자형
- 이치노세 타쿠미 — 모리카와 토시유키 / 최한
- 테라시마 노부오 - 세키 토모카즈 / 전광주
- 오카자키 신이치 — 이시다 아키라 / 신용우
- 세리자와 레이라 — 히라노 아야 / 정윤정
- 사오토메 쥰코 — 혼다 타카코 / 배정민
- 타카쿠라 쿄스케 — 스와베 쥰이치 / 장성호
- 엔도 쇼지 — 타카하시 히로키 / 안용욱
- 카와무라 사치코 — 코지마 메구미 / 하미경
- 우에하라 미사토 (츠즈키 마이) — 카나이 미카 / 윤현정
- 후지에다 나오키 — 카츠 안리 / 박찬희
- 모로보시 긴페이 — 타치키 후미히코 / 사성웅
- 미즈코시 세이이치 — 하마다 켄지 / 홍승표
- 시노다 미우 — 치바 사에코 / 유상우
- 코우사카 유리 — 스호우 레이코 / 김은아

## 영화

### 나나
《나나》(NANA)는 야자와 아이의 원작 만화를 실사화한 2005년 9월 3일 개봉한 일본 영화이다. 도호 배급으로 공개되었고, 만화의 단행본 5권까지를 영화화하였다.

### 개요
2005년 9월 3일 개봉. 흥행 통신사 조사에 의한 영화 랭킹에서 첫 등장 1위를 기록. 최종 관객수는 일본에서만 300만 명을 넘어 사회 현상을 일으키는 대히트를 기록했다(흥행 수입 40.3억엔). 결과적으로, 2005년의 방화 4위라는 기록적인 대히트를 하였다. 나나 역에는 나카시마 미카와 하치 역의 미야자키 아오이가 주연. 레이라 역의 이토 유나는 극중 삽입곡을 불러, 이를 계기로 그 해 음악상의 주요 신인상을 수상하며, 유명세를 타게 되었다.

#### 출연진
- 오사키 나나 (나나 : BLACK STONES) : 나카시마 미카
- 코마츠 나나 (하치) : 미야자키 아오이
- 혼죠 렌 (렌 : BLACK STONES → TRAPNEST) : 마츠다 류헤이
- 타카기 야스시 (야스 : BLACK STONES) : 마루야마 토모미
- 테라시마 노부오 (노브 BLACK STONES) : 나리미야 히로키
- 오카자키 신이치 (신 : BLACK STONES) : 마츠야마 켄이치
- 이치노세 타쿠미 (타쿠미 : TRAPNEST) : 타마야마 테츠지
- 세리자와 레이라 (레이라 : TRAPNEST) : 이토 유나
- 후지에다 나오키 (나오키 : TRAPNEST) : 미즈타니 모모스케

#### OST
- 주제가 : 〈GLAMOROUS SKY〉 나카시마 미카
- 삽입곡 : 〈ENDLESS STORY〉 이토 유나

#### 수상 정보
- 제29회 일본 아카데미상
  - 우수 여우주연상 : 나카시마 미카
  - 신인 배우상 : 나카시마 미카
  - 화제상·작품 부문
- 제10회 일본 인터넷 영화 대상
  - 작품상·3위
  - 최우수 여우주연상 : 나카시마 미카
- 제27회 요코하마 영화제
  - 작품상·6 위
- 제60회 마이니치 영화 콩쿠르
  - 관객상 제3위
- 제47회 일본 레코드 대상
  - 특별상 : 나카시마 미카, 이토 유나

### 나나 2
《나나 2》(NANA)는 영화 《나나》의 속편으로, 2006년 12월 9일 개봉한 일본 영화이다.

#### 개요
스케줄의 사정 등에 의해 일부 주연 배우가 1편에 비해 변경되었다. 1편은 영화에서 일부 각색이 되었지만, 2번째는 "원작을 재현하는 것"을 테마로 하고 있다. 또한 2편으로 영화판의 나나는 시리즈가 완결되었다. 흥행 수입은 전작의 비해 다소 부진한 성적을 기록하며, 12.5억엔에 그쳤다.

#### 출연진
- 오사키 나나*  : 나카시마 미카
- 코마츠 나나*  (하치) : 이치카와 유이
- 테라시마 노부오*  (노브) : 나리미야 히로키
- 오카자키 신이치*  (신) : 혼고 카나타
- 타카기 야스시*  (야스) : 마루야마
- 세리자와 레이라*  (레이라) : 이토 유나
- 혼죠 렌*  (렌) : 강창웅
- 이치노세 타쿠미*  (타쿠미) : 타마야마 테츠지
- 후지에다 나오키*  (나오키) : 미즈타니 모모스케

#### OST
- 주제가 : 〈일색〉 나카시마 미카
- 삽입곡 : 〈Truth〉 이토 유나